# 阿尔弗雷德 (伊森堡-比丁根)
古斯塔夫·阿尔弗莱德（Gustav Alfred；1841年12月31日—1922年5月3日），出生于比丁根。伊森堡-比丁根亲王。伊森堡-比丁根亲王恩斯特·卡西米尔一世的孙子，其其幼子古斯塔夫王子的长子。
1870年7月17日，阿尔弗莱德在吕登豪森与卡斯特尔-吕登豪森鲁特迦德女伯爵结婚，有二子一女：
- 安娜·玛丽（Anna Marie，1874年1月2日－1942年9月20日）；
- 卡尔·古斯塔夫（Carl Gustav，1875年9月11日－1941年5月15日）；
- 恩斯特·迪特尔（Ernst Diether，1881年3月30日－1965年4月21日）。